# باول غروبر
باول غروبر (بالإنجليزية: Paul Gruber)‏ هو لاعب كرة قدم أمريكية أمريكي، ولد في 24 فبراير 1965 في ساك سيتي في الولايات المتحدة.

## وصلات خارجية
- باول غروبر على موقع مرجع كرة القدم المحترفة.كوم (الإنجليزية)